# Aleksandr Medved
Aleksandr Medved (n. 16 septembrie 1937, Bila Țerkva, RSS Ucraineană, URSS – d. 2 septembrie 2024, Minsk, Belarus) a fost un luptător ce a reprezentat Uniunea Republicilor Sovietice Socialiste, medaliat olimpic. A participat la 3 ediții ale Jocurilor Olimpice (1964, 1968, 1972) în care a câștigat trei medalii de aur.